# Lansargues
Lansargues este o comună în departamentul Hérault din sudul Franței. În 2009 avea o populație de 2.677 de locuitori.

## Evoluția populației
| An        | 1975  | 1982  | 1990  | 1999  | 2006  | 2009  |
| --------- | ----- | ----- | ----- | ----- | ----- | ----- |
| Populație | 1.380 | 1.704 | 2.130 | 2.491 | 2.583 | 2.677 |